# ريتشارد إدموندز (مجدف)
ريتشارد إدموندز (بالإنجليزية: Richard Edmunds)‏ هو مجدف أمريكي، ولد في 1 أغسطس 1947 في سبرينغفيل في الولايات المتحدة.

## وصلات خارجية
- ريتشارد إدموندز على موقع الاتحاد الدولي للتجديف (الإنجليزية)
- ريتشارد إدموندز على موقع أوليمبيديا (الإنجليزية)